# Guerres lituano-moscovites
Guerres lituano-moscovites
Les guerres lituano-moscovites sont une série de cinq conflits qui ont opposé, entre 1487 et 1537, la grande-principauté de Moscou au grand-duché de Lituanie et au royaume de Pologne. Plusieurs autres États ont été impliqués, venant en soutien des principaux belligérants.

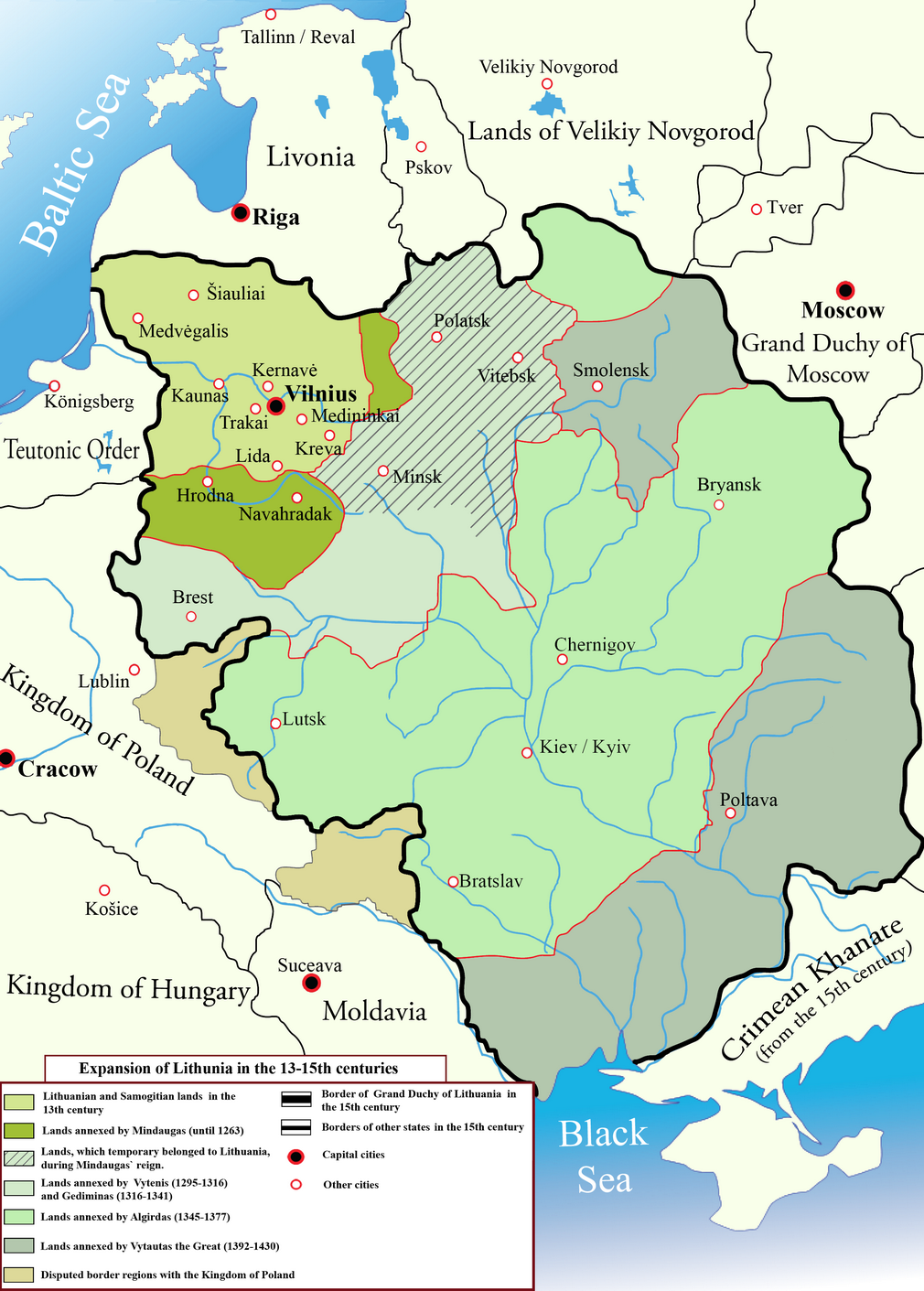
Expansion du grand-duché de Lituanie du.

Ces conflits s'inscrivent dans un triple contexte historique :
- Expansion du grand-duché de Lituanie, à l'est et au sud-est, du XIIIe au XVe siècle puis son affaiblissement progressif face à l'expansionnisme de la Moscovie nécessitant le soutien du royaume de Pologne ;
- L'accroissement des pouvoirs du Parlement du royaume de Pologne. Représentant la noblesse « moyenne » (par opposition aux magnats), la Chambre des députés est hostile à la guerre[1] ;
- L'indépendance de la grande-principauté de Moscou par rapport à la Horde d'or et son élargissement aux dépens des principautés russes voisines et pour nombre d'entre elles, frontalières de la Lituanie. En 1493, le grand-prince moscovite Ivan III se déclare souverain de tous les territoires appartenant historiquement à la Rus' de Kiev (et dont une partie a été annexée par la Lituanie après la chute de la Rus'). Sous Ivan et son fils et successeur Vassili III, la Moscovie annexe la république de Pskov en 1511, les principautés de Smolensk en 1514, de Riazan en 1517, de Starodoub, Tchernigov et celles de la haute Oka)[2].

Les cinq conflits sont :
- Première guerre lituano-moscovite (en) (1487–1494) ;
- Deuxième guerre lituano-moscovite (1500–1503) ;
- Troisième guerre lituano-moscovite, la rébellion de Glinski (en) (1507–1508) ;
- Quatrième guerre lituano-moscovite ou la guerre de Dix ans (1512–1522) ;
- Cinquième guerre lituano-moscovite ou guerre de Starodoub (1534–1537).